# Dracula ripleyana
Dracula ripleyana là một loài lan.